# Distrito de Punta Hermosa
El distrito de Punta Hermosa es uno de los cuarenta y tres distritos que conforman la provincia de Lima, ubicada en el departamento homónimo, en el Perú. Limita al norte, con el distrito de Lurín; al noreste, con el distrito de Pachacámac; al este, con el distrito de Santo Domingo de los Olleros, provincia de Huarochirí; al sur, con el distrito de Punta Negra; y al oeste, con el océano Pacífico.

## Historia
El distrito de Punta Hermosa fue fundado el 7 de abril de 1954, segregándose del distrito de Lurín, mediante Ley N.º 12095, durante el gobierno del presidente Manuel Odría y siendo alcalde el coronel Francisco de Sales Torres. Sus límites fueron modificados mediante ley 24613. Este distrito fue uno de los primeros balnearios del sur de Lima, junto a Punta Negra y San Bartolo. Tras la crisis poblacional de los 80 en el norte de Lima, donde están los exclusivos balnearios de Ancón y Santa Rosa, varias familias acomodadas decidieron buscar un mejor lugar para sus casas de playas y su establecimiento en verano. Y por eso escogieron la zona sur como Punta Hermosa, debido a que, era una zona amplia para industrializar, con mejor tiempo y calidad de aire.

## Autoridades

### Municipales
| Cargo    | Autoridad electa                   | Partido político | Partido político |
| -------- | ---------------------------------- | ---------------- | ---------------- |
| Alcalde  | Carlos Guillermo Fernández Otero   |                  | Avanza País      |
| Regidor  | Héctor Portugal Marín              |                  | Avanza País      |
| Regidora | Gianella Taddei Chiozza            |                  | Avanza País      |
| Regidor  | Carlos Francescoly Santos Bermúdez |                  | Avanza País      |
| Regidora | Valeria Álvarez-Calderón Jackson   |                  | Avanza País      |
| Regidor  | Sergio Matsukawa Pineda            |                  | Somos Perú       |